# A Medveölő fia
A Medveölő fia Karl May német író ifjúsági kalandregénye, eredeti címén: Der Sohn des Bärenjägers. Az indiántörténet Magyarországon 1970-ben jelent meg a Móra Ferenc Könyvkiadó gondozásában.

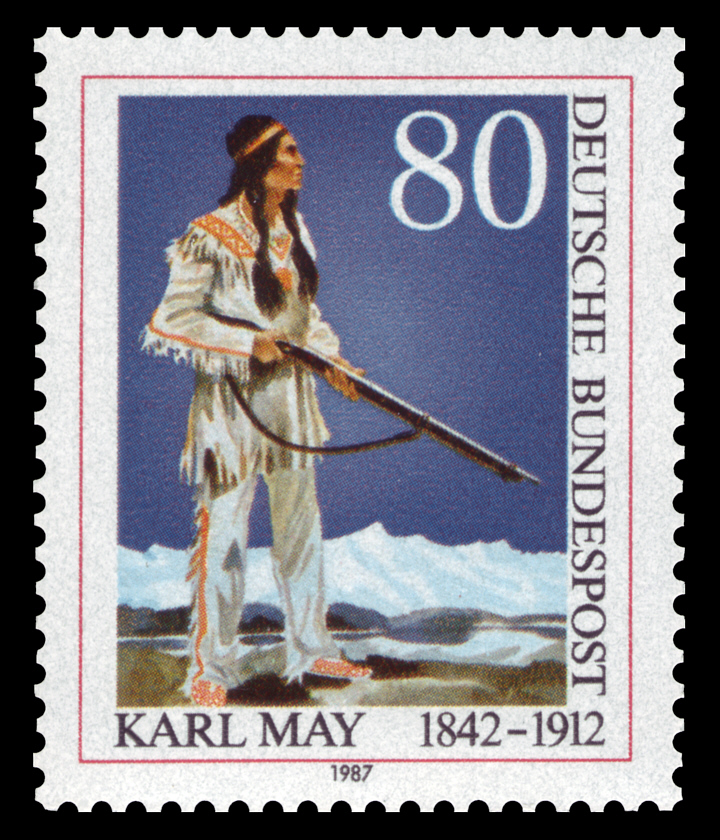
Winnetou – Karl May halálának 75. évfordulójának emlékére kiadott bélyegen (1987)

## Történet
|  | Alább a cselekmény részletei következnek! |

- Első fejezet: Gyanús nyomok

A történet elején az író részletesen bemutatja Hosszú Davyt és Köpcös Jemmyt. A két nemes vadász, Vadnyugat szerte ismert nyomkereső egymást ugratva élcelődik egymással. Egészen addig, amíg egy szikla lábánál furcsa nyomra nem bukkannak. Két órával ezelőtt egy indián fáradt lovával járhatott erre. Utána néznek, hogy a magányos rézbőrű mit kereshet itt egyedül. A keresés nyomán egy rendetlen táborra bukkannak, ahol korábban – feltételezésük szerint – 10-15 könnyelmű fehér fickó tartózkodott. 15 perc nyomkövetés után rábukkannak 9 durva arcú férfira, akik vadnyugati csőcselék módjára bánnak az indián fiúval, aki megkötözve fekszik a közelben.
- Második fejezet: A Bicegő

A két nyomkereső meglepi a banditákat, akiknek nincs idejük a fegyverükhöz nyúlni. Jemmy megtudja, hogy a fiatal indián a Vokádé (jelentése: fehér bölény bőre) nevet érdemelte ki, s már törzsfőnöki jelvények (3 piros sastoll) viselésére is jogosult. Szabadon engedi a mandán harcost, aki a dakotákhoz (sziúkhoz) is tartozik. Kiderül, hogy a fehér csirkefogók két pejkót is elloptak, a lovak gazdái (a 16 éves Martin Baumann és Bicegő Frank) hamarosan megjelennek, s szintén felelősségre vonják Brake bandáját. Szétzavarják a lótolvajokat: van, akiket puskatussal bírnak jobb belátásra, van, akiket futni hagynak. Vokádé elárulja, hogy egy üzenetet hozott Mato Poka (Medveölő) fiának, de csak Martin wigwamjában hajlandó elmondani a részleteket.
- Harmadik fejezet: A blokkházban

Martinék háza egy erődhöz hasonlít, egy magaslaton egykor hatalmas fatörzsekből rótták össze. Kettős drótkerítés is védelmezi. A wigwam vegyeskereskedésként, fogadóként is működik, középen egy óriási nappalival (ivóval). Vokádé javaslatára testvérekké fogadják egymást, közösen elszívnak egy békepipát. Az indián ezután beszámol egy több évvel ezelőtt történt összecsapásról Old Shatterhand és az ogallallák között. Egy párviadalban Nupaj Klama ("Ököl, mely pozdorjává zúz") 3 sziú főembert ütött agyon, pedig azok a küzdelem során használhatták volna a tomahawkjukat is. Egy csákó (7 év) letelte után azt tervezik a sziúk, hogy Csikka Pata (Pusztító Tűz) és két társa sírjánál hamarosan gyászdalokat énekelnek. S ha útközben sápadtarcúakkal találkoznak, akkor feláldozzák őket hőseik temetőjénél. Négy nappal ezelőtt a Powder folyó keleti ágánál Medveölőt és az általa vezetett gyémántcsiszolókat álmukban meglepte és foglyul ejtette egy 56 főből álló ogallalla csapat. Martin azonnal indulna apja kiszabadítására, a barátai is vele tartanának, de előbb a házban található prémeket és értékes tárgyakat lehordják egy pincerejtekbe. Az egyik hatalmas grizzly bundájának történetét Martin vonakodva meséli el. Hatéves volt – akkor még Coloradóban laktak, amikor a szürke medve megtámadta őket. Az apja ekkor távol volt tőlük, vadászni ment a kutyájukkal. Az édesanyját még a ház előtt széttépte a dúvad, a fiú a házban került vele szembe, egy késsel védekezett ellene. Szerencséjére az apja éppen akkor érkezett haza, amikor Martin végveszélybe került. A medve még széttépte a rárohanó hűséges házőrzőt, de a fiú apja, Medveölő Bowie-késsel végzett a nála magasabb, erősebb állattal.
12 nap múlva lesz holdtölte, addig kell elérniük az indiánok szent helyét a Big Hornnál (Ördögfőnél).
- Negyedik fejezet: Old Shatterhand

Öt nappal később egy hattagú csapat lovagol át a prérin keresztül a Powder folyó környékére. A Missouri és a Sziklás-hegység közötti területen sokféle őslakos nép él – sosónok (kígyó indiánok), sziúk, cheyenne és arapho törzsek -, akik a vadászterületük védelmében a fehérek vagy egymás ellen gyakran kiássák a csatabárdot. Vokádé előőrsként megelőzve a csapatot fura nyomokra bukkan. A többiek is találgatják, hogy ki vagy mi járhatott arra. Mivel nem jutnak dűlőre, pedig tapasztalt vadászok, elhatározzák, hogy kettéválik az expedíció: négyen folytatják az útjukat a Big Horn felé, Köpcös Jemmy és Bicegő Frank utánajár a titokzatos elefántnyomoknak. Vokádé babonásan Maho Akono (a Préri Szelleme) nevét emlegeti.
Bicegő Frank elbeszéléséből kiderül, miért is kapta az előnevét. Medveölő társa és barátja egy régi eseményt idéz fel, amikor három sziú indiánnal üzletelt, akik késő éjszaka érkeztek hozzá, amikor egyedül vitte a boltot. Drága prémekért silány puskaport adott cserébe, amikor az egyik indián tüzes vizet kért Franktól. Míg a férfi a brandyért ment, a rézbőrű elemelt egy töltött puskát, és szökni próbált vele. Amikor Frank utána ment a sötétbe, az indián rálőtt, s megsebesítette őt. Hónapokig tartott a gyógyulása, utána lett Bicegő a neve.
Az elefántnyom egy homokos területen patanyommá válik, majd hirtelen eltűnik, de egy bokorból egy barátságos hang üdvözli a nyomozókat. Frank és Jemmy Old Shatterhanddel találkozik, elmondják neki, hogy mi járatban vannak errefelé. Cserébe Shatterhand elmagyarázza nekik a gyékénypapucsba bújtatott lópaták cselét. Ezután közli velük, hogy azért álcázta magát, mert a sosónok hadiösvényre léptek. Megígéri, hogy ő és a hamarosan ideérkező barátja, Winnetou is csatlakozik a Yellowstone-hoz igyekvő fogolyszabadító csapathoz. Frank és Jemmy elvágtatnak, Old Shatterhand elrejti magát és lovát, majd kígyó indiánok felderítő csapata viharzik a két lovas után.
- Ötödik fejezet: Winnetou

Az apacsok főnöke csatlakozik barátjához, majd elmondja, hogy felderítése közben egy közeli völgyben a sosón indiánok hadisátraira bukkant. Ojtka Petaj (Bátor Bölény) törzsfőnök vezeti őket. Bicegő Frankot és Köpcös Jemmyt utolérik a kígyó indiánok, a fehérek viaskodás nélkül esnek fogságba esnek. Winnetou és Old Shatterhand elhatározzák, hogy kiszabadítják a foglyokat, majd Medveölő fiának is segítenek.

„A bátorság a férfi legfőbb erénye. De sokszor az a helyes, ha inkább az okosságra hallgat. Ésszel több ellenséget lehet megölni, mint tomahawkkal.”

– Winnetou

Késő este felkeresik a sziklafolyosóban meghúzódó Martint és társait. Bob őrködése közben Winnetou lovát fekete óriás sárkánynak véli. Vokádé először találkozik az apacs főnökkel, de a jellegzetes Mata-za-vakonról (Ezüstpuskáról) felismeri. A két vadnyugati hős figyelmezteti Martinékat, hogy sosón raj érkezése várható. Két felderítő lovast ártalmatlanná tesznek, és elindulnak a völgykatlanban lévő indián tábor felé, hogy megkeressék és kiszabadítsák Frankot és Jemmyt.
- Hatodik fejezet: A kígyó indiánok táborában

Old Shatterhand és Winnetou óvatosan lopakodnak a tábor közepén lévő törzsfőnöki sátor felé. Közben az egyik őrt is ártalmatlanná teszik. A foglyokat nem találják a nagy sátorban, viszont Ojtka Petaj itt tartózkodik, aki éppen kinnik-kinniket (dohány + fűzfaháncs + vadkender levele) szív. Old Shatterhand ártalmatlanná teszi a sosón főnököt, s a belopódzók két tússzal elhagyják a tábort. Előtte a sátor sarkában a fehér vadász otthagyja a "névjegyét". Visszatérve a többiekhez Winnetou kétszer a földbe lő egy pisztollyal, hogy fokozza sosónok zavarát. A kígyó indiánok riadtan tapasztalják hogy eltűnt a főnökük, eltapossák a tüzeket, Vakon-Tonkát (a Gonosz Szellemet) emlegetik. Az egyik őrük nem tér vissza a táborba: Moh-aw (Moszkitó) az, a törzsfőnök fia. A további tennivalókat hajnalra halasztják.
Ojtka Petaj bátran viseli a fogságot, közli az elrablóival, hogy kész a halálra. A Vér-tó környéke szent hely a sosónok számára, ezért fogták el az arra átutazó két sápadtarcút. Az apacs főnök személyes varázsa eléri azt, hogy a kígyó indiánok vezére megbékéljen, és szövetségre lépjen Old Shatterhandékkel. Amikor megtudja, hogy Mato Pokát a társaival a Sárgakő-folyóhoz hurcolják a sziúk, kész segíteni a megmentésében. Korábban Medveölő mentette meg Bátor Bölény éltét, nem engedheti, hogy a fehér medvevadász kínzócölöpön fejezze be az életét. Meghívja Winnetou-ékat a sosón táborba, hogy tanácskozótűz mellett, a békepipát elszívva beszéljék meg a további teendőket. Természetesen – visszatérve az indián táborba – a két fehér foglyot azonnal szabadon eresztik.
- Hetedik fejezet: A szürke medve

Medveölő fiának csapata és a sosónok együtt indulnak útnak a kékfűvel borított pusztaságon. Bob szánalmas lovaglása még a komoly indiánok arcára is mosolyt csal. A préri sziklás hegyekre vált, itt ogallallák nyomára bukkannak. Vokádé számára útjelzőként nyomokat hagytak a sziúk. Bob és Martin az erdő szélére indulnak martilapuért (lókörömfűért), hogy a néger felhorzsolt lábára és fenekére gyógyírt keressenek. Egyre beljebb hatolva a fák között barlangra bukkannak, ahonnan egy nyolc láb magas grizzly tör ki, és támad rájuk. Az esetlen Bob rémülten menekül, Martinnak azonban helyén van a szíve. Két lövéssel leteríti a bestiát. Ezzel még Old Shatterhand és a Winnetou elismerését is kivívja.
A sosónok megörülnek a medvepecsenyének, kedvencük a borda, a sonka, a medvetalp, de az állat zsírját sem tartják megvetendőnek. A lovak nyerge alatt laposra préselik a húst, puhításra ez a kedvelt módszerük. Éles skalpolókéseikkel gyorsan megtisztítják a szürke medve bőrét, aztán kikészítik a bőrt Martin számára.
- Nyolcadik fejezet: Kellemetlen kalandok

A csapat az indiánok Ararátjához, a Teknősbéka-hegyhez érkezik. Az özönvíz legendáját az itt élő őslakók is őrzik. Egy idő után nem követik a sziúk nyomait, mert Old Shatterhand ismer egy rövidebb utat is a Hullámzó Prérin keresztül, ahol síkság és dombok váltogatják egymást. Este egy kristálytiszta tó partján ütnek tábort, ahol Jemmy váratlan fürdőt vesz. Ezután pisztrángokat ejtenek – rácsokkal – csapdába. A halfogás után forró köveken megsütik a halakat, majd a finom lakoma után történeteket mesélnek egymásnak a tábortűznél.
Frank mulatságos, de életveszélyes medvekalandja után a balfácán Bob kerül kellemetlen helyzetbe.
| Bicegő esete egy barna medvével | Bicegő esete egy barna medvével |
| --- | ------------------------------- |
| Frank házaló árusként, kis kézikocsival kezdte a vadnyugati életet. Ügyesen kereskedett, lovat fegyvereket vett magának, és az aranymezők felé vette útját. Egy farmnál a norvég gazda befogadta őt, és hamarosan az egész rokonság megkedvelte. Egyszer egy távoli házavatóra utazott a család, ezért Frankra bízták a birtokot. A férfi hasznossá akarta magát tenni, kisebb ház körüli javításokba kezdett, amikor összefutott a medvével. Még kés sem volt nála, ezért egy hickory (feketedió)fára próbált felmászni, de egy idő után visszazuhant a medve fejére. Frank felpattant és futni kezdett, az állat a sarkában. Egymás után egy iszamlós agyaggödörbe estek. Mindketten megijedtek, úgyhogy a kikászálódás után az egyikük jobbra, a másikuk balra iszkolt. Frank a puskájáért rohant a házba, a medve vesztére egy a kertben álló juharfaszirupos kádba esett. Míg a pákosztos vad nyalogatta magáról az édességet, Frank egy mesteri lövéssel leterítette korábbi üldözőjét. |                                 |

A néger oposszumnak néz egy amerikai görényt, s az állat bűzmirigyeiből kilövellő váladékától olyan büdös lesz, hogy mindenki menekül előle. Később a tó távoli részén áztatja és mossa magát prériszappannal a rettenetes szagtól. Legalább nyolc napig – a szürke medve irhájában – utóvédje lesz a csapatnak.
- Kilencedik fejezet: A csapda

A tábortűznél folytatódik a beszélgetés. Old Shatterhand lova veszélyt szimatol, erre a gazdája és Winnetou a kezük ügyébe veszik a puskájukat. A térdlövés mesterfogásairól folyik az eszmecsere, majd az ellenséges felderítők felismerésének nehézségeiről. Az elméletet gyakorlat követi, mert Old Shatterhand és apacs barátja szinte egyszerre sütik el a fegyverüket, két leselkedő indiánt terítenek le. A csillogó szemük foszforeszkálása árulta el a két fiatal rézbőrűt. A gyors táborbontást több órás éjszakai lovaglás követi, majd az új táborhelyen az ellenséges felderítők holttestének az átvizsgálása következett. A fiúk 20 évesek lehettek, zsebeiket üresen találják, egy-egy puskával, kevés lőszerrel voltak csak felszerelkezve. Mindebből Martinék azt a következtetést vonják le, hogy a felderítők társai nem lehetnek messze.
Vokádé felismeri az egyik indián vadászingét, régebben zsákmányként kapta, amikor nyolc upszarókát raboltak ki a sziúk. Az óvatlan varjú indiánok egy folyóban fürödtek, a ruháikra, fegyvereikre és orvosságos zacskóikra senki sem vigyázott. Vokádénak nem kellett a lopott ing, apró jelet vágott a késével a bőrruhába, majd egy erdőben eldobta a ruhadarabot.
A két halott indiánt tisztességesen eltemetik, majd megbeszélik, hogy a varjú indiánokat csapdába kell csalniuk, mert "Aki a medicináját keresi, az ellensége mindenkinek." Old Shatterhand tervei alapján egy keskeny szurdokban kerítik be a 16 varjú indiánt. Ojt-é-ké-za-vakón (Hős, aki medicináját keresi), egy indián Herkules vezeti az utahokat. A bekerített ellenség nem menekülhetne, de Old Shattehand megkegyelmez nekik, sőt egy muh-móva (istenítélet) kihívását is elfogadja. Két-két harcos képviseli a két csapatot, és küzd meg életre-halálra, akik győztesen kerülnek ki a küzdelemből, azok lemészárolhatják az ellenséget. A párviadalban Winnetou-val a 100 skalppal rendelkező Makin-oh-punkre (Százszoros Mennydörgés), Old Shatterhanddel a bivalyerős Névtelen hős küzd meg. Az esküpipa elszívása után megmérkőznek az ellenfelek. Az apacs főnök és fehér barátja villámgyorsan földre terítik a két varjú indiánt, akik szégyenükben az azonnali halált követelik önmaguk számára, de amikor megtudják, hogy kik is győzték le őket, megváltozik a véleményük. Old Shatterhand már korábban felismerte Kante Pétát (Tüzes Szívet), az upszarókák törzsének kiváló javasemberét. Elárulja neki, hogy a szentséges medicinákat az ogallalla sziúk rabolták el egykor tőlük, akiket Medveölő és társai elrablása miatt ők is üldöznek. A varjú indiánok örömmel és megkönnyebbülve csatlakoznak Old Shatterhandékhez, hogy visszaszerezzék amulettjeiket.
- Tizedik fejezet: A szökevények

| A Yellowstone Nemzeti Park leírása a regényben | A Yellowstone Nemzeti Park leírása a regényben |
| --- | ---------------------------------------------- |
| "Az Egyesült Államok szenátusa és képviselőháza elhatározta, hogy a Montana és Wyoming territóriumokban, a Yellowstone folyó eredete közelében fekvő területen ezennel törvényesen megtilt minden letelepülést, földek birtokbavételét és eladását, mivel ez a terület nyilvános parknak tekintendő, mely a nép kedvtelésére és szórakozására szolgál." Így hangzik az Amerikai Egyesült Államok Kongresszusa által 1872. március 1-jén elfogadott törvény, mely az ország lakosságát a maga nemében páratlan ajándékkal lepte meg; akkor még nem is sejtették, milyen pazar és hatalmas ajándék ez. Erről a területről, melyet ma Nemzeti Parknak neveznek, addig a legfantasztikusabb híresztelések jártak szájról szájra. Az egész tájat mélységes titkok sűrű fátylai takarták el. Valójában csak a legvadabb indián törzsek ismerték, csak néha-néha kalandozott el oda egy-egy vakmerő, magányos trapper vagy fehér lovas. A történeteket, amit ezek meséltek, a képzelet kiszínezte, úgy jutottak tovább. De minden beszámoló megegyezett abban, hogy a táj egy csodálatos mesevilág: égő prérik, fortyogó források, iszaplávát öklendező vulkánok, gejzírek, meleg patakok, olajtavak, megkövesedett erdők, emberek és állatok – ezekről szólt a fáma, a híresztelés. A Nemzeti Park területe 9500 km2. Négy nagyobb folyó ered ott: a Yellowstone, a Madison, a Gallatin és a Kígyó-folyó. Ezek közül a Yellowstone a Sosón-hegységben ered, beleömlik a Yellowstone-tóba, majd onnan kijövet az elmállott vulkáni kőzetekbe csodás kanyont vágott. Ebbe két óriási zuhataggal szakad le – az egyik 30, a másik 90 méter mélységű. A Yellowstone folyó 1075 kilométer hosszú, s látványos útja végeztével a Missouri folyóba torkollik. A Yellowstone folyónak két legnagyobb mellékfolyója a Big Horn és a Powder. [...] A Nemzeti Park legnagyobb része 2400 méter magasan elterülő fennsík. Területén harminc gejzír található, hatezer meleg forrás, számos gáz- és gőzkitörés, tiszta forró vízzel telt kerek medencék és meleg patakok. Némelyik gejzír vize több száz lábnyi magasságba szökik fel. Izlandot szokták a gejzírek hazájának nevezni, de a Yellowstone környéke legalább annyira megérdemli ezt a nevet. Hatalmas hegyláncok vonulnak rajta végig, s köztük érdekesnél érdekesebb magányos hegyek emelkednek ki. Van köztük olyan is, mely a csúcsától a lábáig a szivárvány minden színében csillogó természetes üvegből áll. Külön említést érdemelnek a szurdokok és sziklahasadékok. Mintha egy titáni kéz vágta volna ezeket a kőzetbe, hogy bepillantást nyújtson a föld gyomrába, mélységeibe. Nem csoda, hogy a babonás indiánok borzongva vágtatnak át ezen a tájon, ha útjuk erre visz. Még a föld sem biztos lovaik lába alatt – sok helyen inog és felhólyagosodik, emelkedik és alásüllyed, hol pedig megszakad, és fortyogó iszappal teli, óriási lyukak tátonganak rajta. Lépten-nyomon újabb csodák ejtik ámulatba az utast. Mezőnyi nagyságú lelőhelyek, melyeket valamely jótékony tündér ametiszttel, topázzal, zafírral, karneollal, jáspissal, acháttal, malachittal és más féldrágakövekkel szórt tele. Egyáltalán, mintha tündérek és gonosz manók, angyalok és ördögök viaskodnának szüntelen egy-egy völgy, tó vagy forrás birtokáért. Jó, hogy eszünkbe jutott a tó! Mert a hegyek és szirtek közt csodás tavak alusszák évezredes álmukat. A legnagyobb és legszebb a Yellowstone-tó, mely a világ legmagasabban fekvő tava volna, ha nem előzné meg ebben a tekintetben a Titicaca-tó, Dél-Amerikának azon a táján, ahol valamikor az inkák uralkodtak. A Yellowstone-tó vize kénes, öbleiben óriási angolnák nyüzsögnek, melyeknek íze egészen sajátos, de nem kellemetlen. Partjain hőforrások fakadnak, melyeknek gőze nagy mélységből lövell fel, olyan hangosan sípolva, mint megannyi gőzmozdony. A tavat erdők veszik körül, melyekben jávorszarvasok honosak, de medvék és más nagyvadak is. |                                                |

Old Shatterhand vezetésével két nappal hamarabb értek a Yellowstone környékére, mint a sziúk. A nagy vadász – Jemmy szerint – földrajztudósként mutatja be a lenyűgöző tájat. Martin azonban türelmetlen, nem tud várni, ezért rábeszéli négy társát, hogy menjenek előre, kémleljék ki az ogallallákat. Szegény fiú nagyon aggódik az édesapjáért, nem tudja, él-e még egyáltalán. Bicegő Frank, Köpcös Jemmy, Hosszú Davy, Martin és Vokádé másnap pirkadatkor megszöknek a táborból. Egy őrszem ugyan útjukat állja, de megtévesztik azzal, hogy Nupaj Klama megbízatása miatt hagyják el a csapatot. Old Shatterhand Bobtól tudja meg, hogy mi az ötfős csapat terve. Harminc emberrel a szökevények nyomába ered, Winnetou-ék egy másik irányból közelítik meg az Ördögszájat.
Jemmyék a varázslatos, de egyben félelmetes tájban gyönyörködnek, amikor egy sziklakastélyhoz érkeznek. A természet remekművével találják szemben magukat. Óvatlanul bemennek a várpalotába, ám a sziúk fogságába esnek. Vokádé óvatosan hátramarad, megpróbálja megmenteni a barátait, de nem sikerül neki. Nehéz Saru bizalmatlan vele szemben, ezért őt is lefogatja. Gyanús neki, hogy az egyik fiatal fogoly nagyon hasonlít Medveölőre. A társai titkolják a fiú kilétét, de a korábban fogságba ejtett fehérek közül az egyik férfi besúgó lesz, nem bír ellenállni a sziú törzsfőnök fenyegetéseinek. Később megbánja, hogy elárulta Martin kilétét, ezért beszámol Medveölőnek, aljas tettéről. Frank ráismer Nehéz Saruban arra az indiánra, aki egykor őt nyomorékká tette. Vokádét kihallgatják, a tárgyaláson árulással vádolják, a fiúra is kínzócölöp vár. Jemmy – mielőtt a sziúkkal tovább mennének – jeleket hagy hátra Old Shatterhand számára. A szabadító csapat egy óra múlva ér a – már üres – sziklaképződménybe, de perceken belül, pihenés nélkül vágtatnak tovább. Kanta Péta fogcsikorgatva készül arra, hogy minél hamarabb szembenézhessen az ogallallákkal.
- Tizenegyedik fejezet: Végveszedelemben

A vulkáni kőzetből álló talajon még a tapasztal nyomkövetőnek is nehéz a nyomokat követni. Old Shatterhand és társai érzik, hogy döntő események előtt állnak. Megérkeznek a Pokoltorok-folyóhoz (ez a Madison-folyó felső völgye), ahol a nagy vadász óvintézkedéseket tesz, lassabbá válik az előrehaladás. Nehéz Sarut biztonságba ringatja az árulónak vélt fehér ember újabb vallomása.
A távol élő indiánok közül többen babonásan pillantanak egy-egy sípolva kitörő gejzírre, amit ők Var-pe-peja (Melegvíz-hegy) néven emlegetnek. Hófehér cseppkő, bűzös iszap, fortyogó lyukból előtörő forró víz és gőz, vulkáni kráter egyaránt a táj jellegzetessége. Mintha egyszerre járnánk az angyalok és az ördögök földjén, Tündérországban és a titánok világában. A mentőcsapat a szeszélyes természet csodájához, egy hatalmas és félelmetes iszapvulkán közelébe érkeznek, ahol a Pah-vakon-tonka (Ördögnyál) kitörését is megfigyelik.
Old Shatterhand távcsövön keresztül figyeli a sziúkat, akik a kráter pereménél táboroznak. A hely szelleméhez kapcsolódva ördögi gazságra készülnek. Vokádét Nehéz Saru provokálja, a fiú meggondolatlan kifakadása után kínhalállal akarják őt is és Martint sujtani. Lasszóval összekötve, lassan-lassan leeresztik majd őket az Ördögnyálba. Martin apja sikolyát még a túlparton lévő Old Shatterhand is hallja. A vadász máris a sosón és az upszaróka harcosokhoz fordul, kéri őket, hogy késlekedés nélkül úsztassanak át a folyón, és azonnal támadják meg az ogallallákat. Ő maga a Henry-karabélyával célba veszi azt a két sziú harcost, akik a két foglyot az iszapkráterbe akarják ereszteni. Bob rémülten rohan szeretett kisgazdája védelmére, villámgyorsan átúszik a folyón. A két sziú hóhér a foglyokhoz hajol, de fejlövéssel a földre roskadnak. Bob, mint egy sáros, fekete rém ráront az ellenséges indiánokra, akik nem értvén a történteket babonás rémületükben fejvesztve menekülnek. Indián csatakiáltás is rettenti őket, megérkeznek a helyszínre a sosónok és az upszarókák is. Bob Nehéz Sarut egy bunkócsapással a földre teríti, aztán Martinhoz rohan, hogy kiszabadítsa. A sziú törzsfőnök hamarosan magához tér, elmenekül ő is, de Medveölőt magával hurcolja.
- Tizenkettedik fejezet: Az Ördögszáj

A sziúk a folyó felső vége felé, a törzsfőnökök sírja felé menekülnek. Azt hiszik, hogy az itt lévő természetes erődszerű képződménynél biztonságban lesznek. Ez azonban végzetes tévedés, hiszen ezt a területet Winnetou-ék már korábban elfoglalták. Itt található a Kun-tui-temba (Ördögszáj), ahol mocskos iszap, undorító bűz és félelmetes hangok riasztják az errejárót. A sírnál található erőd bevehetetlen, akik a szirtkatlanba szorulnak, azoknak nincs esélyük az ellenállásra. Az apacs főnök nem engedi, hogy a sosónok szétrombolják a sziú előkelők sírját, szerinte a halottak pihenjenek. Winnetou felderítésre indul Bátor Bölénnyel, és mindketten végignézik az Ördögnyálnál történteket. A két vulkanikus képződmény összhangban van egymással, az Ördögnyál után az Ördögszáj is működésbe lép.
Nehéz Sarut menekülés közben utoléri Bicegő Frank, és kemény harc bontakozik ki kettőjük között. Hosszú Davy és Köpcös Jemmy is Medveölő kiszabadításán fáradozik, de nekik meg a sziú harcosokkal gyűlik meg a bajuk, akik vezérük védelmére sietnek. Old Shatterhand megdicséri Bobot hősiességéért, majd ő is a sziúk után veti magát. Az ogallallák már-már biztonságban érzik magukat, amikor a védett erődből Winnetou csatakiáltása hangzik. A tehetetlen és megzavarodott sziúk a szirtkatlanba lovagolnak, ahol csapdába kerülnek. Bicegő ölelő karjaiból Nehéz Saru csak úgy tud menekülni, ha beleveti magát a folyóba, Frank utána ugrik, és foglyul ejti a törzsfőnököt.
A kiszabadult fehérek boldogan ölelik meg egymást, megköszönik szabadítóik állhatatosságát. Nehéz Saru kihasználja, hogy egy nem várt erős vulkanikus kitörés lehetőséget teremt a számára, hogy visszaszökjön a saját embereihez. Martin követi a sziú vezért, aki a félelmetes talajon pokolcsöbörből pokolvödörbe kerül, végül kénytelen megbirkózni a fiatal Baumann-nal. Egy ugrást azonban elvét az indián, így az iszaptengerbe zuhan, ahol elmerül a fortyogó, forró masszában.
Old Shatterhand eléri, hogy a sosónok, az upszarókák és a sziúk megbékéljenek egymással. A talizmánként szolgáló medicinák hiánytalanul visszakerülnek a varjú indiánokhoz, s mindegyik fél elássa a csatabárdot.
|  | Itt a vége a cselekmény részletezésének! |

## Szereplők
| Híres vadnyugati hősök                        | Indiánok                                               | Mellékszereplők           |  |
| --------------------------------------------- | ------------------------------------------------------ | ------------------------- |  |
| Winnetou, az apacsok főnöke                   | Ojtka Petaj (Bátor Bölény), sosón törzsfőnök           | Bob, hűséges néger szolga |  |
| Old Shatterhand (Nupaj Klama)                 | Moh-aw (Moszkitó), Bátor Bölény fia                    | Brake, lótolvaj           |  |
| Bicegő Frank, Medveölő barátja és társa       | Kante Péta (Tüzes Szív), az upszarókák javasembere     |                           |  |
| Hosszú Davy (angol nevén: David Croner)       | Makin-oh-punkre (Százszoros Mennydörgés), varjú indián |                           |  |
| Köpcös Jemmy (német nevén: Jakob Pfefferkorn) | Vokádé, fiatal mandán indián                           |                           |  |
| Medveölő (Mato Poka)                          | Hongpeh Téka (Nehéz, Saru), az ogallalla sziúk főnöke  |                           |  |
| Martin Baumann, a Medveölő fia                |                                                        |                           |  |

## Képgaléria

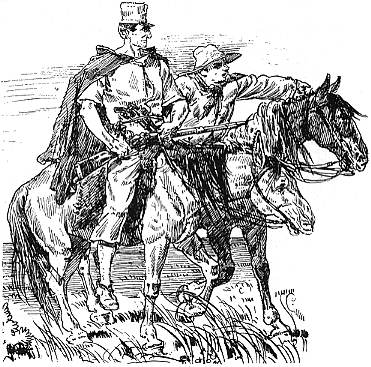
Hosszú Davy és Köpcös Jemmy (illusztráció az első kiadáshoz, 1887)
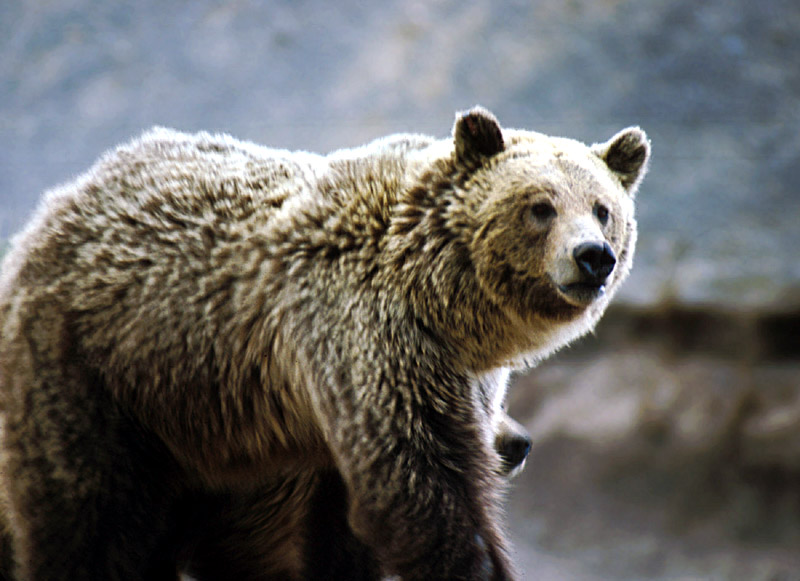
Grizzly a Yellowstone Nemzeti Parkban
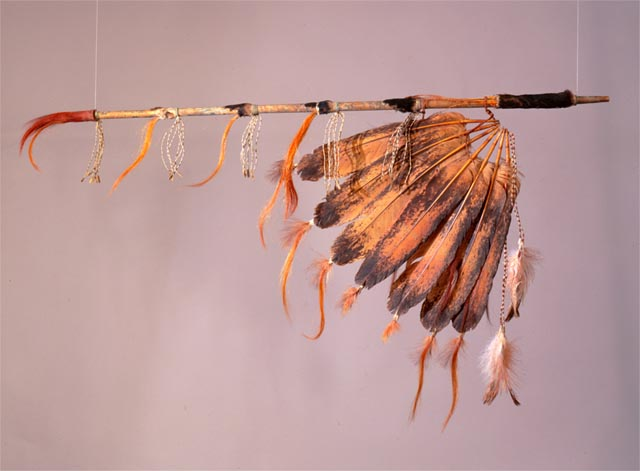
Sziú békepipa (kalumet), amely az Amerikai Egyesült Államok Kongresszusi Könyvtárában található
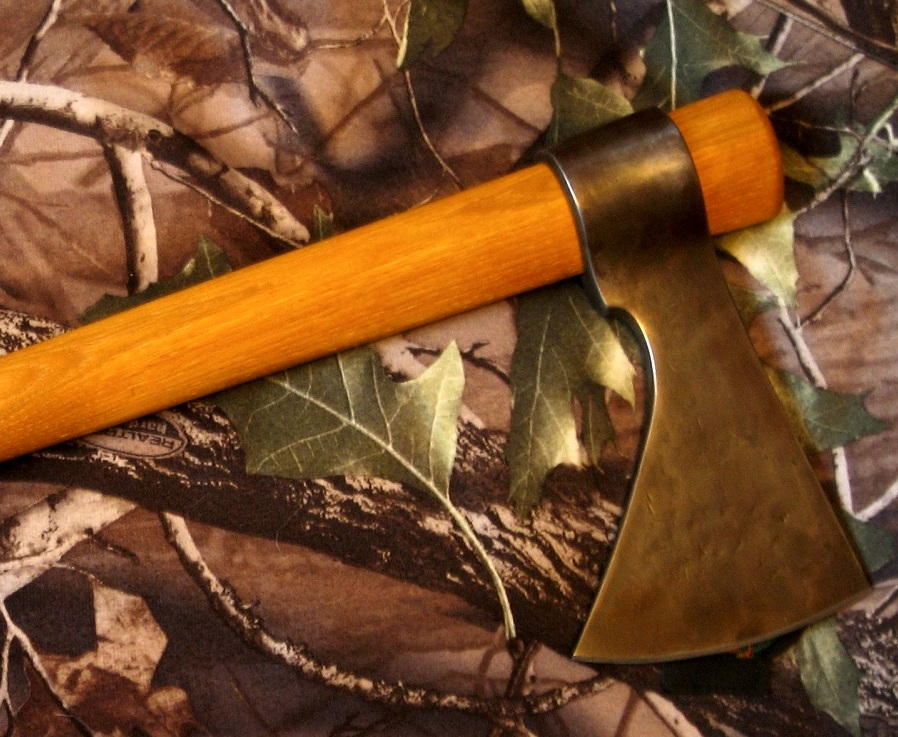
Tomahawk
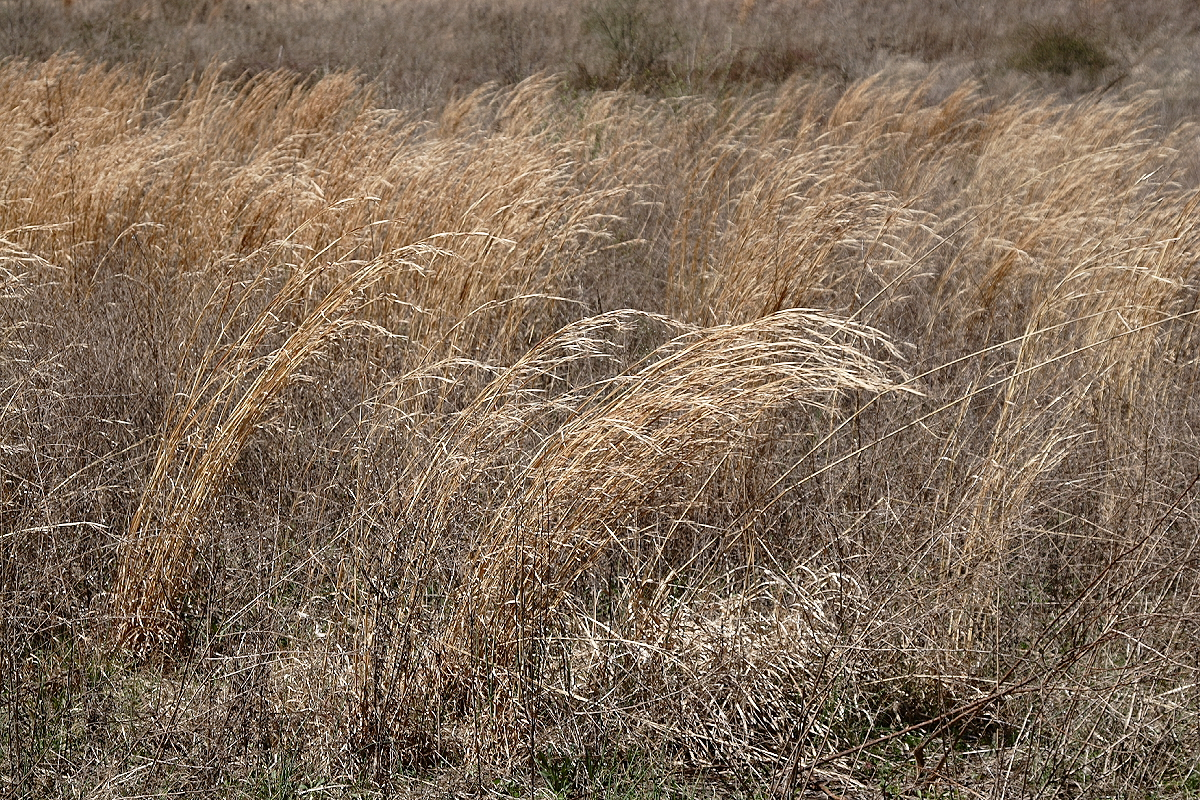
A prérifű